# Galego (futebolista)
Paulo de Souza Lobo, mais conhecido como Galego (Piratini, 23 de fevereiro de 1926 — Pelotas, 9 de outubro de 1996), foi um treinador e futebolista brasileiro que atuava como meio-campo.

## Carreira
Galego viveu em sua terra natal até os seis anos de idade. Mudou-se para Pelotas com seu irmão João Alfredo, após ficarem órfãos. Casou-se com Dona Geni Rodrigues Lobo, com quem teve três filhos.
Em 1944, Galego iniciou a carreira de jogador, atuando no Brasil de Pelotas. Na década de 1950, foi emprestado ao Cruzeiro de Porto Alegre, onde sofreu uma lesão no joelho e acabou retornando à Pelotas, para abandonar precocemente a carreira de jogador, aos 26 anos. Galego passou então a treinar as categorias de base do Brasil, conquistando cinco campeonatos consecutivos. Alcançou o comando do time principal em abril de 1953.
Em 1971, oriundo do Pelotas, Galego foi contratado pelo presidente do Grêmio Esportivo Bagé, Jorge Kalil, para ser o técnico da equipe. Logo se tornaria numa das principais personalidades da história do clube. Galego é o treinador que mais vezes comandou o Bagé: 405 jogos. No ano de 1977, obtém a cidadania bageense, através de um decreto aprovado pela Câmara Municipal de Vereadores de Bagé, proposta do Vereador Iolando Maurente. Em 1988, foi a vez da cidade de Pelotas conceder-lhe a cidadania.
Além de Bagé e Brasil de Pelotas, Galego foi também treinador do Pelotas, Farroupilha, São Paulo e Rio-Grandense, todos da região Sul do Rio Grande do Sul. A proximidade da família sempre foi o motivo alegado para recusar propostas de clubes de outras regiões.